# امپایر (کلرادو)
امپایر (به انگلیسی: Empire) شهری در ایالت کلرادو کشور ایالات متحده آمریکا است که جمعیت آن در سرشماری سال ۲۰۱۰ میلادی، ۲۸۲ نفر بوده‌است.